# Smodniški incident
Incident s smodnikom (ali Alarm zaradi smodnika ali Afera s smodnikom) je bil konflikt na začetku ameriške revolucionarne vojne med Johnom Murrayjem, 4. grofom Dunmorskim, kraljevim guvernerjem kolonije Virginije in patriotsko milico pod vodstvom Patricka Henryja. 21. aprila 1775, dva dni po bitki pri Lexingtonu in Concordu (in precej preden je novica o teh dogodkih dosegla Virginijo), je lord Dunmore ukazal odstranitev smodnika iz skladišča v Williamsburgu v Virginiji na ladjo Kraljeve mornarice.
To dejanje je sprožilo lokalne nemire in čete milic so se začele zbirati po vsej koloniji. Henry je vodil majhno milico proti Williamsburgu, da bi prisilil guvernerja, da vrne smodnik pod nadzor kolonialne milice. Zadeva je bila rešena brez konflikta, ko je bilo Henryju izplačanih 330 funtov. Dunmore se je v strahu za svojo osebno varnost kasneje umaknil na vojaško ladjo, s čimer se je končal kraljev nadzor nad kolonijo.